# Mac Jones
Michael McCorkle Jones, detto Mac (Jacksonville, 5 settembre 1998), è un giocatore di football americano statunitense che milita nel ruolo di quarterback per i San Francisco 49ers della National Football League (NFL).

## Carriera universitaria
Jones iniziò la sua carriera ad Alabama nel 2017 come redshirt, poteva cioè allenarsi con la squadra ma non scendere in campo, L'anno seguente disputò 14 partite, principalmente come holder negli special team. Nella seconda parte della stagione 2019 divenne il quarterback titolare dopo che Tua Tagovailoa si infortunò, portando la squadra alla vittoria del Citrus Bowl.
Nel 2020, con Tagovailoa dichiaratosi eleggibile per il Draft NFL 2020, Jones fu nominato quarterback titolare di Alabama. In una gara contro i Georgia Bulldogs numero 3 del ranking, passò 417 yard e 4 touchdown, portando Alabama alla vittoria per 41–24.  La notte di Halloween, Jones  e i Tide batterono Mississippi State 41–0, in una gara in cui Jones passò 291 yard e 4 TD, tutti per DeVonta Smith. Nella finale della Southeastern Conference contro i Florida Gators Jones passò 418 yard e 5 touchdown, con Alabama che vinse per 52–46. Nella semifinale di playoff contro Notre Dame passò altri 4 touchdown nella vittoria per 31–14.
Alabama vinse il campionato NCAA contro Ohio State 52–24, dove Jones passò 464 yard e 5 touchdown. La sua annata si chiuse con 4.500 yard, passate, 41 touchdown e 4 intercetti. Fu nominato vincitore del Davey O'Brien Award, del Johnny Unitas Golden Arm  e del Manning Award.  Fu anche finalista dell'Heisman Trophy, vinto dal suo compagno DeVonta Smith. A fine anno Jones annunciò la sua decisione di rinunciare all'ultima stagione nel college football e passare professionista.

## Carriera professionistica

### New England Patriots
Jones era pronosticato come una scelta del primo giro del Draft NFL 2021. Il 29 aprile fu scelto come 15º assoluto dai New England Patriots. Poco prima dell'inizio della stagione i Patriots svincolarono il veterano Cam Newton lasciando in mano a Jones le redini della squadra. Il suo debutto avvenne nel primo turno contro i Miami Dolphins completando 29 passaggi su 39 per 281 yard e un touchdown senza perdere palloni nella sconfitta per un solo punto. Nella settimana 4 completò 19 passaggi consecutivi, pareggiando un record di franchigia di Tom Brady del 2015. Alla fine di novembre fu premiato come rookie offensivo del mese in cui passò 7 touchdown e 2 intercetti, mentre i Patriots ebbero un record perfetto di 4-0. A fine stagione fu convocato per il Pro Bowl al posto dell'infortunato Lamar Jackson dopo 3.801 yard passate, 22 touchdown, 13 intercetti e un record di 10 vittorie e 7 sconfitte come titolare. Nei playoff i Patriots furono eliminati al primo turno dai Buffalo Bills.
Nella settimana 3 della stagione 2022 Jones si infortunò a una caviglia, venendo costretto a saltare le gare successive. Tornò in campo nel Monday Night Football del settimo turno contro i Chicago Bears dove non concluse nulla nei primi due drive e nel terzo subì un intercetto. Ciò portò a metterlo in panchina in favore di Bailey Zappe nella sconfitta per 33–14.
Nelle settimane 4 e 5 della stagione 2023, due sconfitte nettissime contro i Dallas Cowboys e i New Orleans Saints, Jones fu messo in panchina nel secondo tempo quando il risultato era ormai incolmabile per i Patriots. In quelle due partite New England segnò un totale di 3 punti. Seguirono ulteriori grosse difficoltà, con New England che ebbe uno dei peggiori attacchi della NFL, finché nella settimana 13 ad essere schierato titolare fu Zappe, che iniziò come partente tutto l'ultimo mese di gioco. Jones chiuse l'annata con 2.120 yard passate, 10 touchdown e 12 intercetti in 11 presenze.

### Jacksonville Jaguars
Il 10 marzo 2024 Jones fu scambiato con i Jacksonville Jaguars per una scelta del sesto giro del Draft NFL 2024. Nel decimo turno partì come titolare al posto dell'infortunato Trevor Lawrence segnando un touchdown su corsa e subendo due intercetti nella sconfitta per 12-7 contro i Minnesota Vikings. La settimana successiva ebbe un'altra prestazione negativa con i Jaguars che colarono a picco perdendo per 52-6 contro i Detroit Lions. Lawrence tornó titolare nella settimana 13 ma si infortunó dopo breve per tutto il resto della stagione e Jones lo rilevó guidando due drive da touchdown negli ultimi 12 minuti, non sufficienti però a evitare la sconfitta con i Texans per 23-20. Sette giorni dopo i Jaguars batterono i Tennessee Titans per 10-6 con Jones che guidò il drive vincente a metà del quarto periodo, concluso con il touchdown di Tank Bigsby. Nel penultimo turno Jacksonville batté nuovamente i Titans con Jones che passó 174 yard e 2 touchdown.

### San Francisco 49ers
Il 12 marzo 2025 Jones firmò un contratto biennale del valore di 7 milioni di dollari con i San Francisco 49ers.

## Palmarès
- Convocazioni al Pro Bowl: 1

2021
- Rookie offensivo del mese: 1

novembre 2021
- PFWA All-Rookie Team - 2021